# Света Богородица (Крушица)
„Света Богородица“ (на македонска литературна норма: „Света Богородица“) е възрожденска църква в кичевското село Крушица, Северна Македония. Църквата е част от Кичевското архиерейско наместничество на Дебърско-Кичевската епархия на Македонската православна църква – Охридска архиепископия. Изградена е в средата на XIX век. В 1950 година църквата е обновена. В 1980 година Кръсте Колоски от Лазарополе изработва фреската на Света Богородица над входната врата.